# بوران دخت
بوران دخت أو پوراندخت وتلقَّب السعيدة وهي بنت مريم بنت قيصر، ولمَّا لم يجد الفرسُ أحدًا من أسرة ساسان لقيادة المملكة، نُصِّبت ملكةً على الإمبراطورية الساسانية. وعُرفت برجاحة العقل والحكمة والعدل وحُسن السيرة، وحين أصبحت ملكةً أعفت الناس من دفع الخَراج وبسَطَت العدلَ فيهم. استمرَّ ملكها سنةً وأربعة أشهر فقط.

## أقوال
في العزر: أيها تشبهت بخُمانى بنت بهمن، وحكمت الناس من وراء حجاب، وأمرت بقتل خسرو فيروز قاتل أردشير. 
وفي الطبري: أنها صيَّرت مرتبة شهربراز لفسفرخ قاتل شهر براز وقدلتها وزارتها.